# Тимпанія рубця

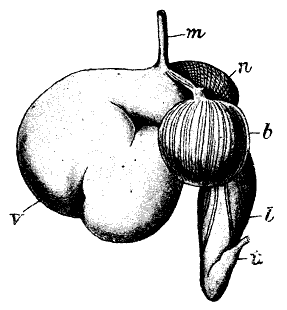
Рубець (rumen) — найбільший відділ шлунка жуйних тварин. На зображенні позначений як "V". При надмірному виділенні газів може перерозтягуватись і спричинити смерть тварини.

Тимпанія рубця — характеризується переповненням рубця газами внаслідок посиленого їх утворення і затримки відходження із рубця. Зустрічається у великої рогатої худоби та овець, іноді — кіз. За походженням буває первинною і вторинною, а за перебігом — гострою та хронічною.

## Етіологія
Первинна тимпанія з гострим перебігом виникає при поїданні великої кількості легкоферментованих соковитих кормів (зелена маса бобових — вики, конюшини, люцерни, гороху; воскової стиглості, листя капусти, буряків тощо), особливо коли вони зволожені росою, дощем або зігріті при залежуванні в купах. До посиленого газоутворення призводять випасання після дощу, напування водою відразу після згодовування кормів, що легко зброджуються. Тимпанію рубця також спричиняють поїдання недоброякісних або зіпсованих кормів (мерзлі чи гнилі картопля, буряки та інші коренеплоди) або споживання у великій кількості коренеплодів, відходів виробництва пива, цукру, спирту, крохмалю (дробина, жом, барда). Часто причиною тимпанії є інфекційні хвороби (сибірка, емфізематозний карбункул, брадзот овець тощо). Вторинна тимпанія з гострим перебігом виникає при закупорюванні стравоходу, у телят, ягнят і козенят — внаслідок повного чи часткового закупорювання пілоричної частини сичуга або дванадцятипалої кишки безоарами. Хронічна тимпанія буває при гіпо- й атонії передшлунків, травматичному ретикулоперитоніті, ацидозі рубця, хронічному румініті, захворюваннях книжки й сичуга, синдромі Гофлюнда.

## Патогенез
При простій тимпанії гази скупчуються у верхньому півмішку рубця, при пінявій — змішуються з кормовими масами. Переповнений газами рубець тисне на сичуг, кишкишківник, печінку, нирки, діафрагму, серце, легені та інші органи. Внаслідок серцевої й легеневої недостатності зменшується газообмін, виникає гіпоксія і з'являється задишка. Якщо переповнення газами рубця триває, то може настати смерть внаслідок асфіксії або виникнути одночасний розрив стінки рубця і діафрагми з наступним летальним кінцем.

## Симптоми
Тварини відмовляються від корму, у них припиняються відрижка та жуйка, збільшується об'єм живота, особливо лівої половини з випинанням стінки лівої пахвини, виникає почуття страху і неспокою. Дихання часте, поверхневе, переважно грудного типу. В тяжких випадках тварина дихає через розкритий рот, з якого виділяється велика кількість слини. На початку хвороби відмічають гіперемію слизових оболонок, у подальшому може спостерігатися їхній ціаноз. Скорочення рубця деякий час посилені, а потім швидко послаблюються і зовсім зникають. Пальпацією в ділянці лівої пахвини визначають твердоеластичну консистенцію вмісту рубця. Тварина часто прибирає позу для дефекації й сечовиділення, але сечі та калу виділяється мало. При подальшому розвитку тимпанії може настати смерть внаслідок асфіксії. У разі розриву стінки рубця (іноді й діафрагми) та потраплянні його вмісту в черевну і грудну порожнини виникає колапс із летальним кінцем. При хронічній тимпанії відмічають періодичне збільшення рубця, особливо після годівлі. У телят 20—60-денного віку тимпанія рубця часто буває після випоювання знежиреного молока.

## Лікування
Тварину ставлять так, щоб передня частина її була вище від задньої, й масажують ліву пахвину. Щоб викликати рефлекторну відрижку газів, періодично витягують язик, на беззубий край рота ставлять палицю, обмотану бинтом чи ганчіркою, змоченими пахучими речовинами (іхтіолова мазь, дьоготь тощо), всередину дають водний розчин аміаку —'20—30 мл на 0,5 л води. Гази з рубця при простій тимпанії виводять через зонд. Для вбирання газів застосовують абсорбенти: всередину свіже молоко — 2—5 л із настойкою валеріани (20—30 мл), магнію оксид — 20—50 г на 0,5 л води, активоване вугілля з деревини — 200—300 г у 2—3 л води. З метою зменшення бродильних процесів і утворення газів у рубці великій рогатій худобі дають усередину 2%-й розчин іхтіолу в дозі 20—30 г, молочну кислоту великим тваринам — 8—15 мл, дрібним жуйним — 3 мл, оцтову кислоту — відповідно 10—14 і 5—10 мл на 0,5—1 л води, терпентинову олію — 25—35 мл, краще з відваром льону. Ефективною при лікуванні тимпанії рубця виявилася суміш іхтіолу — 25 г, 70°-го спирту етилового — 100 мл на 0,5 л води. Щоб зменшити утворення й руйнування пухирців піни при пінявій тимпанії, використовують рослинні олії (соняшникова, арахісова, касторова) — по 150—300 мл; 2%-й розчин натрію гідрокарбонату — 5—7 л; сикаден — 50 мл; тимпанол — 150—200 або антиформол — 150—200 мл у 2—4 л води. Якщо симптоми тимпанії не зникають, тимпанол дають повторно в дозі 0,4—0,5 мл на 1 кг маси, але розчиняють його у меншій кількості води (1:5). Подібну до тимпанолу дію має комплексна кремнійорганічна сполука ФАМС у дозі 20—30 мл. Для посилення моторної функції рубця застосовують всередину настоянку чемериці — 10—12 мл, проносні (краще рослинні олії— соняшникову та ін.) — 0,5 л.
Якщо вищезгадані лікувальні заходи не дають бажаних результатів і виникає загроза смерті тварини від асфіксії, негайно проводять руміноцентез і поступово випускають газ із рубця. Гільзу троакара залишають у рубці до 10 годин і через неї можна вводити протибродильні речовини. При пінявій тимпанії з тяжким перебігом виконують румінотомію й видаляють вміст рубця.

## Профілактика
Слід підгодовувати тварин сухими кормами (сіно тощо) перед вигоном на молоду траву, сходи озимих злаків, бобових культур. Не можна випасати худобу на траві з росою чи після дощу, згодовувати таку зелену масу. Забороняється давати в необмеженій кількості брагу, пивну дробину або зіпсовану чи мерзлу картоплю, буряки та інші корми. Необхідно запобігати зниженню температури вмісту рубця.